# Katharine Stewart-Murray
Katharine Marjory Stewart-Murray, duchesse d'Atholl, née Ramsay le 6 novembre 1874 et morte le 21 octobre 1960, est une femme politique écossaise. 

## Biographie
Katharine Marjory Ramsay est la fille de James Henry Ramsay, dixième baronnet, propriétaire terrien, historien et juriste, et de Charlotte Fanning Stewart, chanteuse et musicienne. Sa demi-sœur, Agnata Butler, est une étudiante brillante de Girton College. Elle-même fait ses études au lycée de filles de Wimbledon et au Royal College of Music, envisageant peut-être une carrière de musicienne. Le 20 juillet 1899, elle épouse John George Stewart-Murray, marquis de Tullibardine, qui devient duc d'Atholl en 1917, elle est après cette date connue sous le nom de duchesse d'Atholl. 
Katharine Stewart-Murray est active dans les services sociaux du Perthshire, circonscription électorale de son époux, qu'elle aide à organiser à partir de 1902. Son mari est élu au Parlement de Westminster pour la circonscription de Perthshire Western, en 1910, il reste en fonction jusqu'en 1917, lorsqu'il devient pair. Elle partage son intérêt pour l'histoire militaire et contribue à l'ouvrage Military History of Perthshire. Elle est présidente de l'association féminine unioniste du Perthshire de 1908 à 1918. Elle participe à des nombreuses associations, et siège comme présidente du conseil consultatif des Highlands et des îles de 1920 à 1924. En 1918, elle est distinguée comme Dame commandeur de l'ordre de l'Empire britannique (DBE). 
Elle se montre tout à fait opposée au droit de vote des femmes et prononce une allocution en ce sens lors d'une importante manifestation antisuffragiste écossaise en 1912 et, en 1913, elle devient vice-présidente de la branche de la ligue antisuffragiste de Dundee. Cependant, elle se présente aux élections législatives comme candidate du parti unioniste écossais, après y avoir été invitée par David Lloyd George, Premier ministre libéral. Elle est élue de peu, dans la circonscription de Kinross et du West Perthshire en 1923, l'ancienne circonscription de son époux. Elle est la première femme élue à un siège écossais au parlement de Westminster. 
Alors que l'historien William Knox estime qu'elle a, comme d'autres femmes élues dans la circonscription de leur mari, hérité du siège de son époux, Kenneth Baxter quant à lui conteste cette hypothèse, rappelant que Stewart-Murray avait quitté son siège de West Perthshire en 1917, et qu'entre-temps, le siège avait été remporté par un candidat du Parti libéral en 1918 et 1922,. Kenneth Baxter affirme en outre que le succès électoral de 1923 n’était pas acquis d'avance : Katharine Stewart-Murray a subi des critiques, notamment de la députée Nancy Astor, pour s'être opposée, avant 1918, au droit de vote des femmes,,. 
Après le retour des conservateurs au pouvoir en 1924, elle est nommée secrétaire parlementaire du Board of Education par Stanley Baldwin, qui souhaite la présence d'une femme au sein du gouvernement. Elle travaille sous la responsabilité d'Eustace Percy. Elle reçoit un doctorat honorifique de l'université d'Oxford (DCL) en 1926. La défaite des conservateurs aux élections de 1929 la prive de son poste, et elle n'est pas renouvelée lorsqu'ils reviennent au pouvoir en 1931. Nancy Astor mène campagne contre elle, mettant en garde le parti conservateur contre l'antiféminisme de Katharine Stewart-Murray, auquel celle-ci n'avait jamais renoncé, ne voyant pas en quoi les femmes avaient besoin d'obtenir le droit de vote. Elle vote notamment contre un projet de loi exigeant l'égalité salariale pour les femmes fonctionnaires. Cependant, elle soutient l'ordination des femmes pasteurs dans l'Église presbytérienne d'Écosse et publie Women and Politics (1931), ouvrage destiné à informer les femmes sur leurs devoirs de citoyennes. Elle participe également à la création d'un comité contre les mutilations sexuelles des femmes dans les colonies musulmanes, notamment au Kenya, avec la députée de gauche Eleanor Rathbone, début d'une collaboration entre députées de différents bords politiques. Elle permet également l'adoption d'une loi garantissant aux mères célibataires écossaises les mêmes aides financières que celles qui existent en Angleterre et au pays de Galles. Elle dénonce la violation des droits du travail en Union soviétique et publie The Conscription of a Peaople (1931) et critique Lady Houston (en) pour son soutien déclaré à Benito Mussolini. 
Katharine Stewart-Murray s'oppose à plusieurs décisions du parti conservateur, pour le projet de nouvelle constitution indienne, ou en soutenant Randolph Churchill contre le candidat officiel du parti conservateur à l'élection partielle de février 1935, et elle est menacée d'exclusion du groupe conservateur au parlement, mais elle choisit de siéger hors du groupe quelque temps. Elle revient au sein du groupe parlementaire après l'invasion de l'Abyssinie par l'Italie en octobre 1935, mais se trouve à nouveau en désaccord avec le parti conservateur à propos de la guerre d'Espagne. Elle s'efforce d'obtenir l'accueil humanitaire d'enfants espagnols en Angleterre, puis se rend en Espagne avec deux autres députées britanniques, Eleanor Rathbone et Ellen Wilkinson, pour observer les conséquences de la guerre civile. À son retour, elle publie Searchlight on Spain, un manifeste en soutien aux républicains édité et traduit à 300 000 exemplaires, qui lui vaut d'être surnommée « la duchesse rouge ». Elle s'indigne que le gouvernement britannique n'intervienne pas en Espagne, alors que l'Allemagne et l'Italie le font, malgré le pacte de non-intervention. Elle s'aliène le soutien de conservateurs qui voient dans Franco un rempart contre le communisme et s'inquiètent des initiatives trans-partis politiques de Katharine Stewart-Murray. Elle a lu Mein Kampf, et mène des attaques répétées contre la politique de Neville Chamberlain à l'égard de l'Allemagne nazie, ce qui lui vaut d'être exclue du groupe parlementaire conservateur en avril 1938. Ses conflits avec le parti conservateur mènent à sa démission en novembre 1938, ce qui provoque une élection partielle. Elle n'est pas réinvestie par le parti conservateur, et se présente, sans succès, comme candidate indépendante. Le parti conservateur mène campagne contre elle, soutenant la thèse qu'elle est en faveur de la guerre, et Winston Churchill et Robert Boothby, qui partagent ses idées, n'osent pas s'opposer à leur parti en faisant campagne pour elle. Elle se consacre ensuite aux préparatifs contre la guerre, comme secrétaire honorifique du Scottish invasion commitee et au sein de la Croix-Rouge du Perthshire. Elle succède à son mari comme colonel en chef du Scottish Horse (en) et est membre fondateur de la British League for European Freedom, qui dénonce l'oppression soviétique en Europe de l'Est, ce qui lui aliène la sympathie des partis de gauche. Elle publie, en 1958, une autobiographie empreinte de désillusion, Working Partnership.
Elle meurt à Édimbourg, âgée de 85 ans, le 21 octobre 1960 et est enterrée au château de Blair, propriété des ducs d'Atholl, dans le Perthshire.

## Distinctions
- 1918 : Dame Commandeur de l'ordre de l'Empire britannique (DBE)
- 1924 à 1960 : vice-présidente du Girls' Day School Trust
- 1926 : docteur honoris causa de l'université d'Oxford (DCL)[2]

## Publications
- Military History of Perthshire (1660–1899) and (1899–1902), Perth: RA & J Hay
- Conscription of a People, 1931
- Women and Politics, Philip Allen, 1931
- Main Facts of the Indian Problem
- Searchlight on Spain, Middlesex: Penguin, 1938
- Working partnership, being the lives of John George, eighth duke of Atholl, and of his wife Katharine Marjory Ramsay, Londres: Arthur Baker Ltd, 1958